# Peter R. Ericson

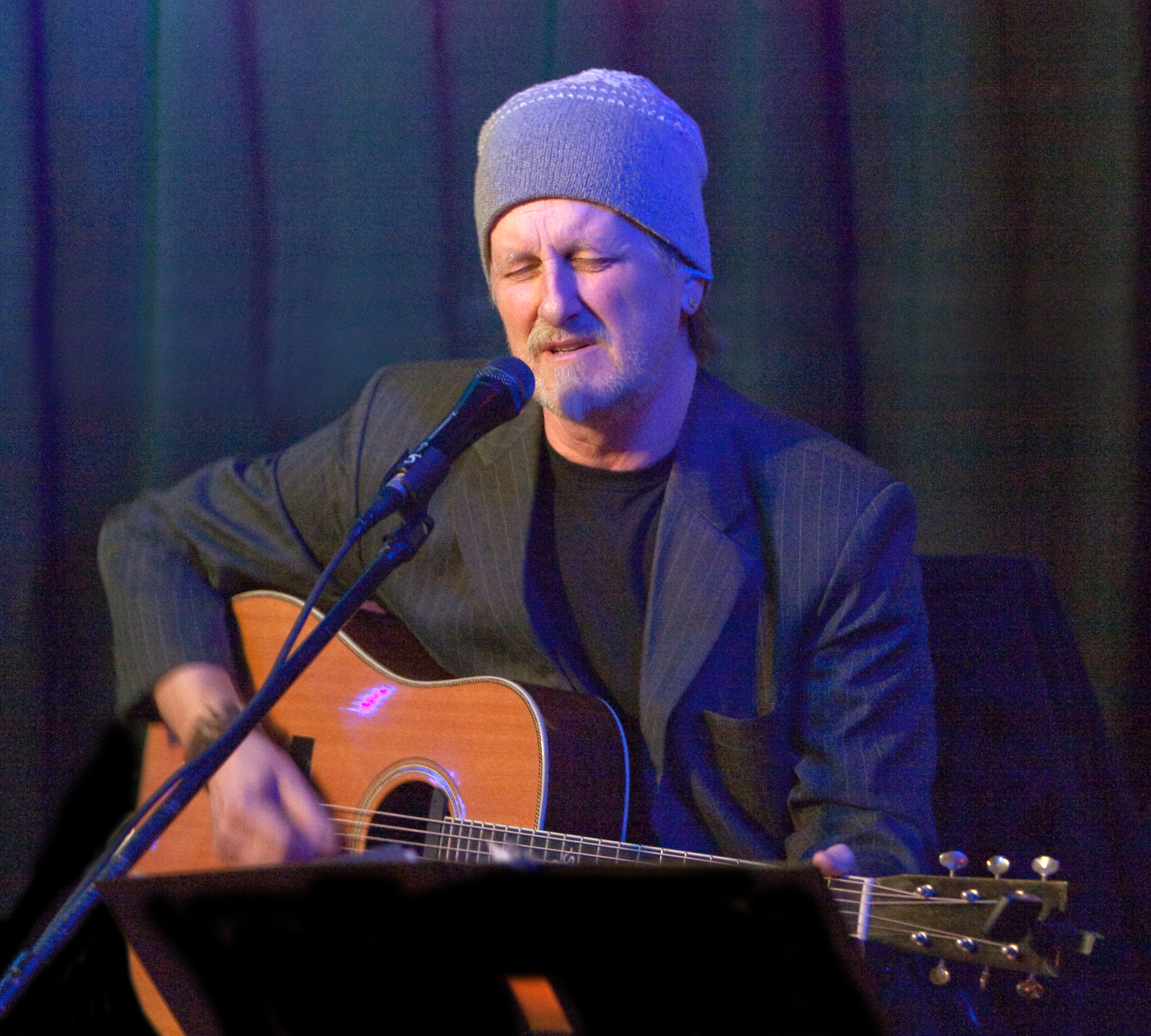
Peter R Ericson på Big Ben i Stockholm 2013.

Peter R. Ericson, folkbokförd Peter Roland Eriksson, född 2 april 1950 i Uppsala, är en svensk låtskrivare, sångare och gitarrist samt musik- och radioproducent.
I början av sin karriär stod Ericson i centrum i Mobben, ett band som bildades i hans uppväxtstad Gävle under senare delen av 1960-talet och efter ett uppehåll omstartades i Uppsala i början av 1970-talet.
Som låtskrivare är han kanske mest känd för "Sommarkort (En stund på jorden)", som bland andra Cornelis Vreeswijk spelat in, och "Under vinrankan", som Monica Zetterlund gjorde en version av på sitt album Varsamt. Detta album producerades av Ericson liksom uppföljaren Topaz. Sedan 1993 är Ericson medlem i Anders F. Rönnblom Band. Med Rönnblom har han även samarbetet i The Incredible Gretsch Brothers. 
Ericson har varit producent för många Sommar-program i Sveriges Radio.
Han har två söner som också är musiker, John Alexander Ericson (född 1972) och Petter Ericson Stakee (artistnamn för Jens Petter Eriksson, född 1981) som leder det New York-baserade bandet Alberta Cross.

## Diskografi

### Studioalbum
- 2018 – Songs from the little dome by the English park
- 2015 – National hero
- 2010 – Three colours, box bestående av fyra CD-skivor:
  - The blue album: Acoustic muzak blues (tidigare utgiven separat, se 2003)
  - The red album: Red soil jazz
  - A white album: Songs from the black water
  - The forgotten songs, the forgotten stories
- 2003 – The blue album: Acoustic muzak blues
- 1993 – Maasai
- 1990 – En helig natt
- 1989 – En man och hans hund
- 1984 - Hjärtan brinner
- 1983 – Lusthus
- 1980 – Rouge

### Samlingsalbum
- 1990 – Decennium

### Singlar
- 1993 – "En annan gata"
- 1993 – "Helig är din skrud"
- 1991 – "Ska vi anfalla" (med Karin Wistrand) / "Till Gunilla över gränsen" (med Lasse Englund)
- 1990 – "En helig natt"
- 1989 – "Baklänges på Nilen"
- 1986 – "Här igen"
- 1984 – "Verona nightlights"
- 1983 – "Aldrig"

### Medverkan
- 1997 – The Incredible Gretsch Brothers
- 1987 – Eldorado. Äventyret fortsätter...

### Anmärkning
Skivorna fram till och med 1986 gavs ut under namnet Peter Ericson.